# Dyrektoriat (Polska)
Dyrektoriat – grono osób, będące nieformalnym organem doradczym generała Wojciecha Jaruzelskiego. Grupa ta funkcjonowała od początku stanu wojennego do pierwszych miesięcy 1982 roku. Nie jest do końca wiadomo, czy nieznany twórca terminu nawiązywał świadomie do historycznego dyrektoriatu, który rządził Francją w latach 1795–1799.
Jak zaznaczył historyk Andrzej Paczkowski: "Jako instytucja całkowicie niejawna i nie mająca żadnego umocowania w prawie, nie ponosił też, oczywiście, odpowiedzialności za podjęte decyzje, które ogłaszane były przez inne instytucje - partyjne, państwowe czy WRON [...] Powstaje zatem pytanie: gdzie po 13 grudnia 1981 r. znajdował się centralny ośrodek władzy? Nie będę się starać rozwikłać tu tej zagadki, ale warto sobie uzmysłowić, że obok "dyrektoriatu", który podejmował operatywne, doraźne, jak i bardziej długofalowe decyzje, funkcjonowały nadal Biuro Polityczne i Sekretariat KC PZPR, słusznie uważane - przynajmniej do tego momentu - za de facto najwyższe instancje rządzące w państwie...".

## Skład Dyrektoriatu[3]
- gen. Wojciech Jaruzelski – premier, I sekretarz KC PZPR, minister obrony narodowej, przewodniczący WRON;
- Mieczysław Rakowski – wicepremier;
- Janusz Obodowski – wicepremier; przewodniczący Operacyjnego Sztabu Antykryzysowego rządu;
- gen. Czesław Kiszczak – minister spraw wewnętrznych;
- gen. Florian Siwicki – wiceminister obrony narodowej;
- Kazimierz Barcikowski – członek Biura Politycznego KC PZPR, sekretarz KC PZPR; odpowiedzialny za Sejm i kontakty z Kościołem;
- Mirosław Milewski – członek BP KC PZPR, sekretarz KC PZPR, przewodniczący Komisji Prawa i Praworządności KC PZPR; odpowiedzialny za sprawy bezpieczeństwa i wymiar sprawiedliwości;
- Stefan Olszowski – członek BP KC PZPR, sekretarz KC PZPR, minister spraw zagranicznych (od lipca 1982); odpowiedzialny za propagandę;
- gen. Michał Janiszewski – kierownik Urzędu Rady Ministrów.